# Jeong Gi-dong
Jeong Gi-dong (ur. 13 maja 1961) – były południowokoreański piłkarz występujący na pozycji bramkarza.

## Kariera klubowa
W trakcie kariery piłkarskiej Jeong reprezentował barwy klubu POSCO Atoms.

## Kariera reprezentacyjna
W 1990 roku Jeong został powołany do reprezentacji Korei Południowej na Mistrzostwa Świata. Nie zagrał jednak na nich w żadnym meczu. Z tamtego mundialu Korea Południowa odpadła po fazie grupowej. W drużynie narodowej Jeong nigdy nie zadebiutował.